# نادي الغدير
نادي الغدير الرياضي هو فريق كرة قدم عراقي مقره في كربلاء، يلعب في الدوري العراقي الدرجة الثانية.

## روابط خارجية
- أندية العراق - تواريخ التأسيس